# Palancola

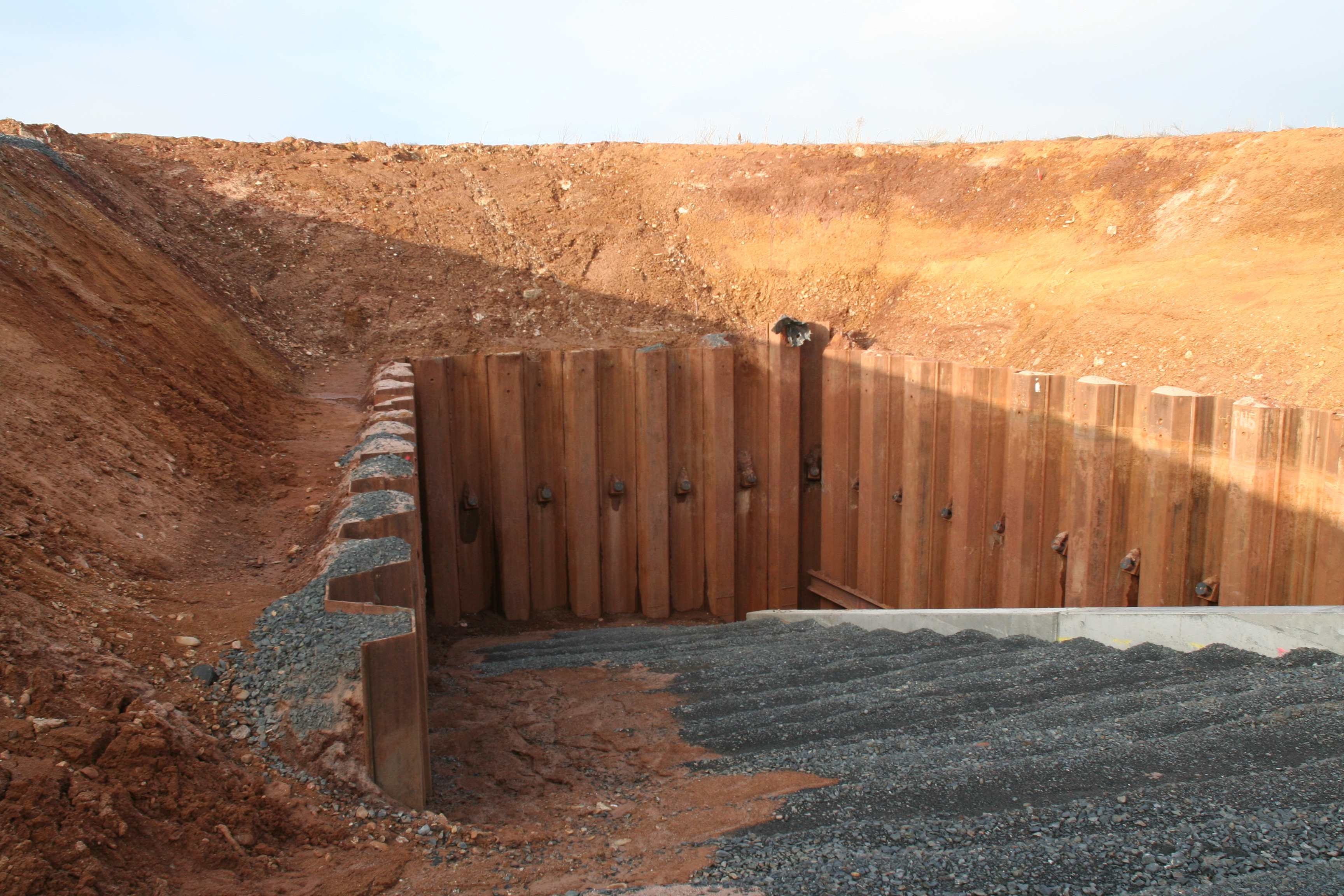
palancolata di sostegno

Le palancole sono componenti strutturali che una volta infisse nel terreno fino ad una idonea profondità al di sotto del piano di scavo e connesse fra di loro, formano una parete verticale continua che viene definita palancolato.

I palancolati vengono utilizzati con funzione idraulica e/o di sostegno del terreno e possono essere permanenti o provvisori; in questo ultimo caso, terminato l'impiego, vengono estratte dal terreno per essere riutilizzate.

## Tipologia

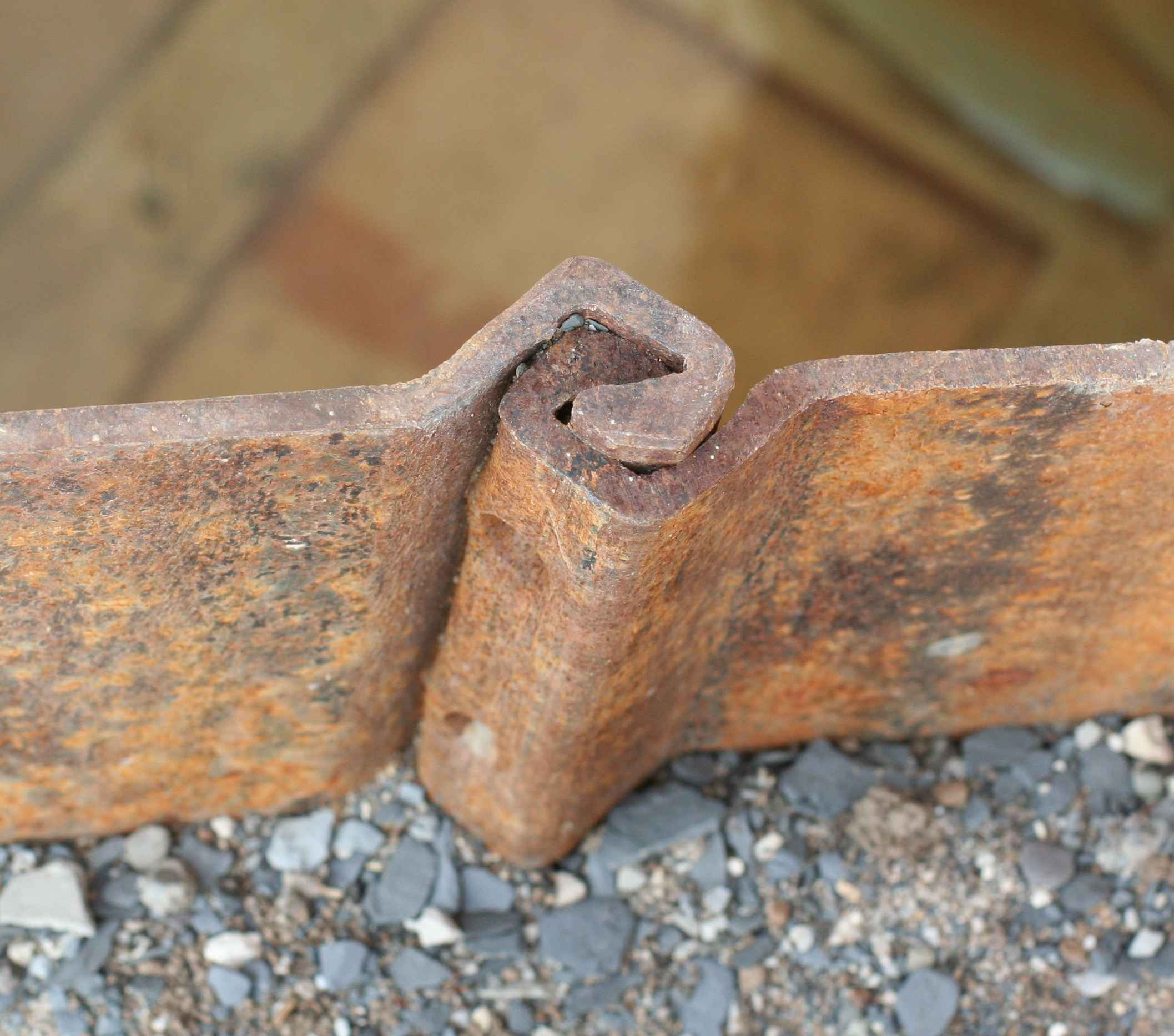
particolare gargami - giunto Larssen

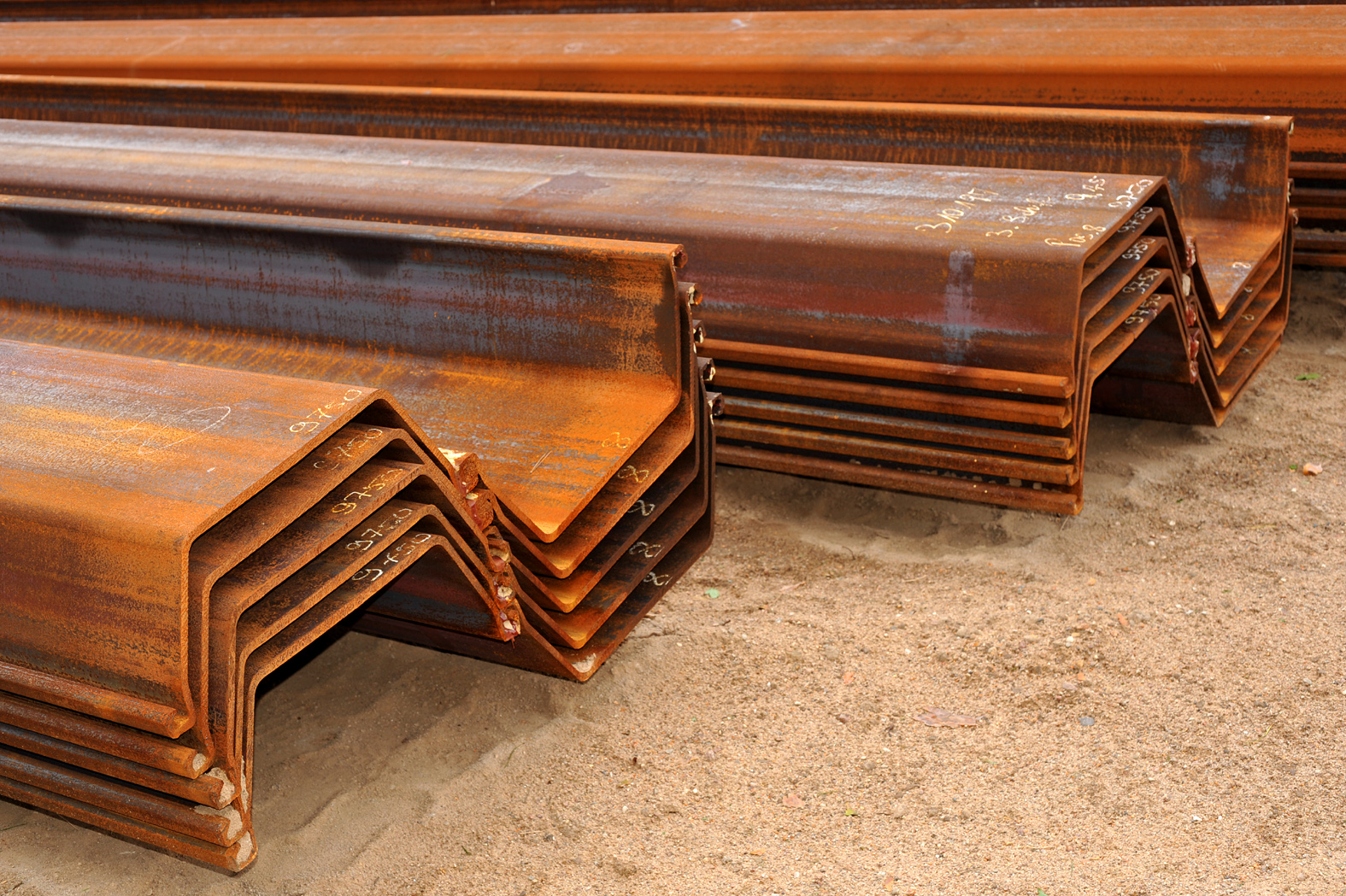
palancola tipo Larssen

Le palancole sono realizzate in diverse materiali quali il calcestruzzo armato, il PVC, l'FRP; ma quelle più frequentemente utilizzate sono quelle in acciaio sotto forma di profilati laminati a caldo o a freddo.

Tali profili hanno bordi laterali, detti gargami, sagomati in modo da realizzare una opportuna guida all'infissione del profilato adiacente e per consentire la loro connessione (ingargamatura).

La sezione trasversale della palancola e le varie tipologie di giunto disponibili sul mercato sono studiati per conferire sia una elevata resistenza flessionale e continuità all'intera paratia metallica che un idoneo grado di impermeabilità nelle più svariate condizioni di impiego

Tra le molteplici forme esistenti di palancole le più utilizzate sono quelle a U aperta (tipo Larssen) e a Z (tipo Frodingham) - presentano un buon rapporto momento d'inerzia/peso. 

la lunghezza della palancola varia a seconda dei produttori e per gli utilizzi abituali può arrivare fino a 12 m circa.

Le palancole possono essere di 4 tipi:
- palancole leggere e normali - si distinguono fra di loro dalla posizione dell'asse neutro del singolo componente rispetto all'asse del palancolato così da avere profili ad U ed a Z e profili piatti;
- palancole composte - sono configurazioni ottenute dalla combinazione di un o due tipi di palancole nella quale un tipo svolge la funzione di guida, collegamento orizzontale e di impermeabilizzazione mentre l'altro profilo svolge la funzione d'inerzia del palancolato;
- palancole tubolari o a cassone-  utilizzate per palancolate a perdere specialmente per opere marine (isole artificiali) e portuali (es. banchine).

Esistono anche dei pezzi speciali (connettori), a due vie, a tre vie, ecc, che vengono applicati fra due palancole consecutive consentendo la realizzazione di deviazioni angolari, incroci (connessione di più elementi in un punto), ecc. permettendo la realizzazione di varie geometrie del paramento.

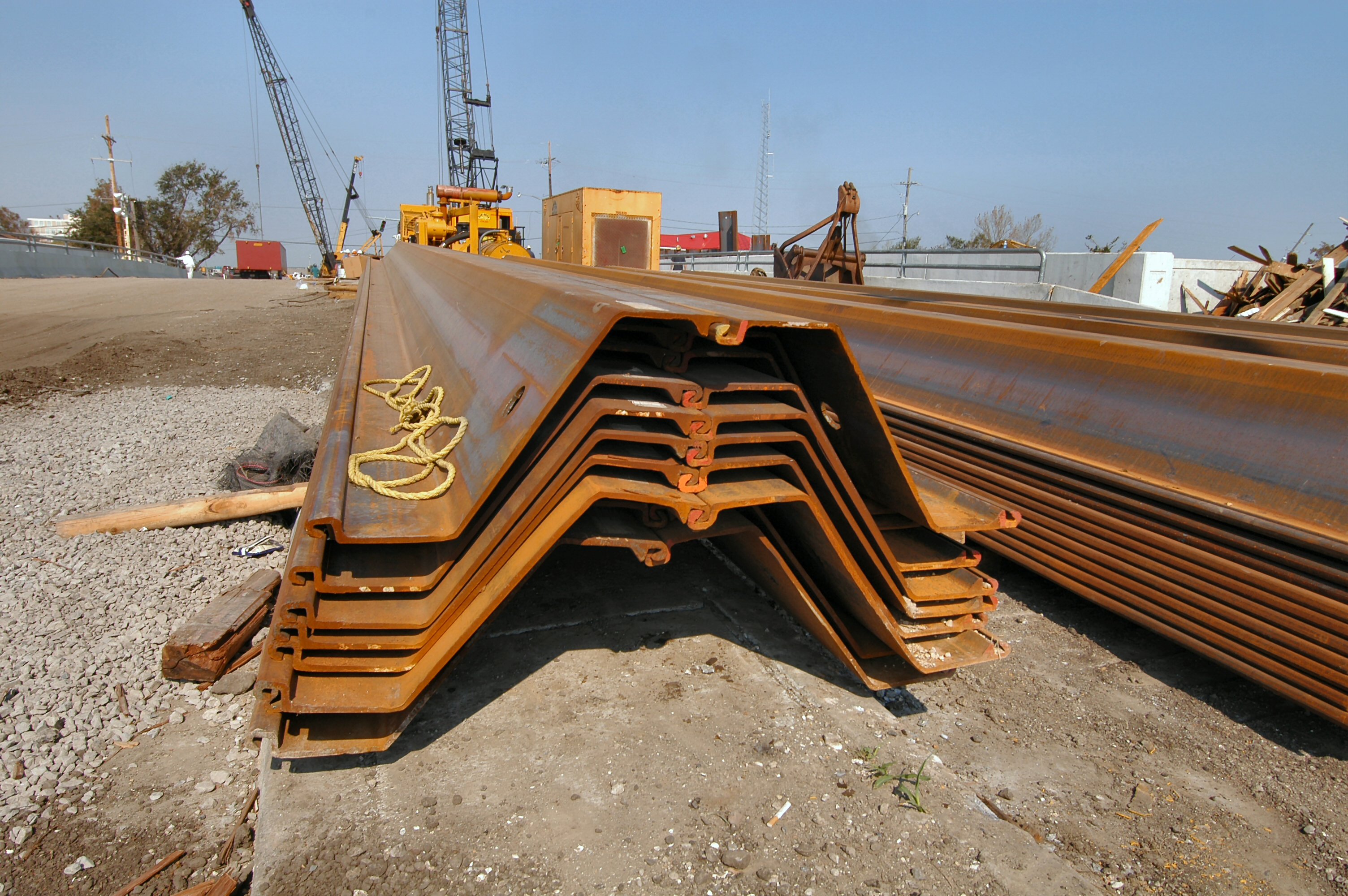
palancole tipo Frodingham assemblate

Per carichi eccessivi la palancolata può essere realizzata abbinando palancole normali travi IPE oppure possono essere dotate di tiranti con relative travi di ripartizione dei carichi.

Per finalità permanenti la superficie della palancola può essere rivestita per motivi estetici o per migliorare la resistenza alla corrosione.
Anche gli elementi in calcestruzzo armato vengono giuntati mediante connessione maschio-femmina.

Queste palancole sono piane e sono dimensionate tenendo conto sia delle sollecitazioni di esercizio sia degli sforzi che si generano per effetto del loro trasporto e posa in opera.

Le punte vengono di norma realizzate a superficie obliqua per facilitarne l'infissione.

## Classe dell'acciaio delle palancole
La normativa UNI EN 10248 -1 prevede i seguenti acciai al carbonio per palancole
| Nomenclatura | Tensione di snervamento caratteristica | Tensione a rottura caratteristica |
| S240GP       | 240 MPa                                | 340 MPa                           |
| S270 GP      | 270 MPa                                | 410 MPa                           |
| S320 GP      | 320 MPa                                | 440 MPa                           |
| S355 GP      | 355 MPa                                | 480 MPa                           |
| S390 GP      | 390 MPa                                | 490 MPa                           |
| S430 GP      | 430 MPa                                | 510 MPa                           |

## Meccanismo di funzionamento

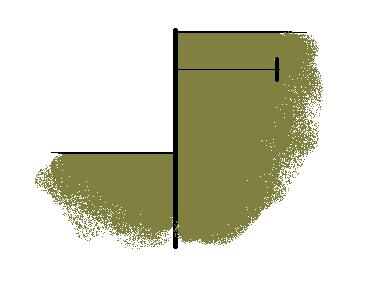
Schema di funzionamento di palancolata tirantata

In merito al loro meccanismo di funzionamento i palancolati rientrano nelle opere definite paratie.

Infatti grazie al mutuo incastro degli elementi costitutivi la palancolata ha la capacità di resistere ai carichi laterali esercitati dal terreno, dall'acqua e da eventuali sovraccarichi dovuti ad esempio ai mezzi in transito, ai depositi temporanei di materiali per il cantiere. ecc.

### Tenuta idraulica
Il passaggio dell'acqua attraverso una palancolata può avvenire solo attraverso i giunti i quali però hanno una forma tale da garantire una idonea resistenza alla filtrazione.

Nei casi di battenti idrici elevati o quando non sono tollerate anche modeste venute d'acqua, per migliorare la tenuta idraulica della palancolata si può procedere o alla saldatura delle giunzioni o alla loro sigillatura ermetica con resine poliuretaniche o materiale idroespansivo.

### Corrosione
Nel caso di palacole metalliche posate in ambienti che possono innescare la corrosione quali:
- acqua dolce o marina;
- atmosfera;
- terreni con o senza falda;

la UNI EN 1993-5 prevede una perdita di spessore convenzionale che deve essere considerata nella progettazione delle palancole.

Nel caso di esposizione atmosferica si considerano le seguenti perdite:
- 0,01 mm/anno per atmosfere normali;
- 0,02 mm/anno per atmosfere marine (zone costiere).

La corrosione del metallo normalmente viene contrastata mediante zincatura o verniciatura protettiva.

tale protezione passiva può essere compromessa dalla asportazione parziale del rivestimento protettivo a causa dell'attrito con il terreno durante l'infissione della palancola.

Pertanto in alcuni casi le palancolate metalliche vengono protette mediante protezione catodica.

## Posa in opera
La posa in opera delle palancole avviene per infissione, inserendo il gargame della nuova palancola nel gargame di quella già posta in opera, secondo i seguenti metodi:
- per percussione mediante battipalo - Il sistema a battipalo è composto da una mazza cadente, che agisce in caduta libera o accelerata da un motore che viene sollevata e fatta cadere sulla palancola per batterla nel terreno;
- per vibro infissione mediante vibroinfissore. Il macchinario trasmette una vibrazione alla palancola che a sua volta la trasferisce al terreno circostante. Tale vibrazione vincendo la coesione del terreno lo sgretola consentendo l'avanzamento del profilato per peso proprio. La tecnologia di infissione deve essere scelta in relazione anche alle condizioni ambientali limitrofe che possono imporre limitazioni sulle vibrazioni trasmesse e sul rumore emesso.

In ambiente cittadini ad esempio, per minimizzare l'entità delle vibrazioni trasmesse si utilizzano vibroinfissori ad alta frequenza variabile detti vibratori da città ;
- con il sistema statico o a pressione idraulica: Il macchinario è composto da un braccio meccanico che afferra la palancola e la spinge per un tratto nel terreno mediante pressione. L'assenza di vibrazione consente l'applicazione del palancolato anche a distanza ridotta da strutture esistenti eliminando il rischio di danni collaterali per cedimenti o altri danni che le vibrazioni possono provocare.

Alcuni sistemi di palancole sono costituiti dall'unione di palancole inserite in un cassero portapalancole.

Tale cassero ha il duplice scopo di contrasto e guida dentro cui far passare le palandole stesse ed
è provvisto di un elemento di regolazione.

Tale sistema viene utilizzato in scavi attraversati da sottoservizi e, consente con un opportuno posizionamento
di una o più palancole, di attraversarli senza interromperli e senza indebolire il blindaggio.

## Utilizzi
Gli utilizzi delle palancole metalliche sono molteplici tra i quali:
- pareti di sostegno e contrafforti;
- scavi in terra e in acqua;
- banchine portuali;
- pennelli d'argine di canali e fiumi.

## Marcatura
Le palancole devono essere dotati di marcatura ai sensi della EN 10248-1 ma non devono essere marcati "CE" poiché non esiste una direttiva di prodotto.

## Normativa
- UNI EN 10248-1:1997 - Palancole laminate a caldo di acciai non legati - Condizioni tecniche di fornitura.
- UNI EN 10248-2:1997  - Palancole laminate a caldo di acciai non legati. Tolleranze dimensionali e di forma
- UNI EN 1993-5: 20070- Eurocodice 3 - Progettazione delle strutture di acciaio - Parte 5: Pali e palancole